# ژپتو (فیلم)
ژپتو (به انگلیسی: Geppetto) یک بازسازی موزیکال ساخته شده برای تلویزیون در سال ۲۰۰۰ است که براساس کتاب محبوب ماجراهای پینوکیو توسط کارلو کلودی ساخته شده و بازیگرانی درو کری و جولیا لوئی-دریفوس در این فیلم بازی می‌کنند.

## بازیگران
- درو کری به عنوان ژپتو[۱]
- جولیا لوئی دریفوس به عنوان پری آبی
- برنت اسپینر به عنوان استرومبولی
- رنه اوبرژونوآ به عنوان استاد بوونراگازو[۲]
- ست آدکینز به عنوان پینوکیو
- آشر به عنوان آهنگ زنگ لذت جزیره
- آنا گستایر به عنوان سنورا جیوانی
- وین بردی به عنوان لزارنو
- آنتونی کریولو در نقش برناردو

## موسیقی
موسیقی متن فیلم برای ژپتو از والت دیزنی رکوردز ساخته شده و شامل آهنگ‌هایی از فیلم تهیه شده توسط استفان شوارتز و همچنین تک آهنگ «از آنجا که من قلبم را دور کردم» اجرا شده توسط سونیا ایزاکس است.
جری میچل طنز نویس فیلم بود.

## رسانه‌های خانگی
رسانه خانگی والت دیزنی این فیلم را در تاریخ ۳۰ مه ۲۰۰۰ در سیستم ویدیوی خانگی منتشر کرد. بعداً در تاریخ ۲۶ سپتامبر همان سال در دی وی دی منتشر شد و متعاقباً در ۱۳ ژانویه ۲۰۰۹ دوباره منتشر شد.

## صحنه
در سال ۲۰۰۶، ژپتو در یک صحنه موسیقی سازگار شد و به نام پسرم پینوکیو: داستان موسیقی ژپتو دیزنی تغییر نام داد.

## جوایز
- نامزد چهار جایزه امی در سال ۲۰۰۰:
  - کار هنری برجسته برای مینی سریال، فیلم یا ویژه برنامه
  - لباس‌های برجسته برای مینی سریال، فیلم یا ویژه برنامه
  - مو آرایی برجسته برای یک مینی سریال
  - آرایش برجسته برای مینی سریال، فیلم یا ویژه برنامه
- برنده جوایز انجمن صنفی طراحان سال ۲۰۰۱ برای برتری در طراحی لباس برای تلویزیون - دوره / فانتزی
- برنده دو جایزه هالیوود آرایشگر و انجمن‌های مو در سال ۲۰۰۱
  - بهترین آرایش دوره ای - تلویزیون (برای یک مینی سریال / تصویر متحرک ساخته شده برای تلویزیون
  - بهترین جلوه‌های ویژه آرایش - تلویزیون (برای مینی سریال / تصویر متحرک ساخته شده برای تلویزیون)
- ست آدکینز برنده جایزه ستاره جوان ۲۰۰۰ برای بهترین بازیگر جوان / اجرای یک فیلم در مینی سریال/ فیلم ساخته شده برای تلویزیون